# 小西杏奈
小西杏奈（日语：／ Konsihi Anna，1996年5月10日—），日本女子游泳运动员，2017年夏季世界大运会女子4×100米混合泳接力金牌得主、2018年亚洲运动会女子4×100米混合泳接力金牌得主和女子100米仰泳银牌得主。